# Jesse Marshall
Jesse Marshall (18 ottobre 1980) è un ex sciatore alpino statunitense, vincitore della Nor-Am Cup nel 2003.
È fratello di Cody e Chelsea, a loro volta sciatori alpini di alto livello.

## Biografia
Originario di Pittsfield e attivo in gare FIS dal dicembre del 1995, in Nor-Am Cup Marshall esordì il 19 dicembre 1997 a Sunday River in slalom speciale (29º), ottenne il primo podio il 24 marzo 2002 a Nakiska nella medesima specialità (3º) e la prima vittoria il 3 gennaio 2003 a Sunday River in slalom gigante. Sempre nel 2003 esordì in Coppa del Mondo, il 28 gennaio 2003 a Schladming in slalom speciale senza completare la prova, conquistò la seconda e ultima vittoria in Nor-Am Cup, il 12 marzo a Nakiska in slalom gigante, e si aggiudicò la classifica generale e quella di slalom gigante del circuito continentale nordamericano.
Prese per l'ultima volta il via in Coppa del Mondo il 27 febbraio 2005 a Kranjska Gora in slalom speciale, senza completare la prova (non portò a termine nessuna delle 18 gare nel massimo circuito cui prese parte); il 5 gennaio 2006 ottenne l'ultimo podio in Nor-Am Cup, a Hunter Mountain in slalom speciale (2º), e si ritirò durante quella stessa stagione 2005-2006; la sua ultima gara fu uno slalom gigante FIS disputato il 13 febbraio a Hoch-Ybrig, non completato da Marshall. In carriera non prese parte a rassegne olimpiche o iridate.

## Palmarès

### Nor-Am Cup
- Vincitore della Nor-Am Cup nel 2003
- Vincitore della classifica di slalom gigante nel 2003
- 14 podi:
  - 2 vittorie
  - 6 secondi posti
  - 6 terzi posti

#### Nor-Am Cup - vittorie
| Data           | Località     | Paese       | Specialità |
| -------------- | ------------ | ----------- | ---------- |
| 3 gennaio 2003 | Sunday River | Stati Uniti | GS         |
| 12 marzo 2003  | Nakiska      | Canada      | GS         |

Legenda:

GS = slalom gigante

### Campionati statunitensi
- 3 medaglie:
  - 1 argento (slalom speciale nel 2004)
  - 2 bronzi (slalom gigante, slalom speciale nel 2003)